# Presidium van de Opperste Sovjet
Het Presidium van de Opperste Sovjet van de USSR (Russisch: Президиум Верховного Совета СССР, Prezidium Verkhovnogo Soveta), was een staatsorgaan in de voormalige Sovjet-Unie. Het was gehuisvest in het Kremlin in Moskou.
Na de verkiezing van een nieuwe Opperste Sovjet kwamen de beide kamers van dit parlement, de Sovjet van de Unie en de Raad van de Nationaliteiten in een gezamenlijke zitting bijeen om een Presidium van de Opperste Sovjet te kiezen. Het Presidium van de Opperste Sovjet bestond uit één voorzitter, één eerste vicevoorzitter, 15 vicevoorzitters (van iedere republiek één), een secretaris en 21 leden. Het Presidium moest verantwoording afleggen aan de Opperste Sovjet.
Omdat de Opperste Sovjet slechts tweemaal per jaar bijeen kwam, vormde het Presidium van de Opperste Sovjet het dagelijks bestuur. De Voorzitter van het Presidium van de Opperste Sovjet van de USSR was het staatshoofd van de Sovjet-Unie, vergelijkbaar met dat van ceremonieel president van een republiek. De macht van de Voorzitter was echter beperkt daar de werkelijk macht lag bij de secretaris-generaal van de Communistische Partij van de Sovjet-Unie (CPSU).
De functies van het Presidium van de Opperste Sovjet van de USSR volgens de grondwet van 1977, hoofdstuk 15, artikel 121, 122 en 123:
- Het vaststellen van verkiezingsdata voor de verkiezingen van een Opperste Sovjet
- Bijeenroepen van de Opperste Sovjet
- Coördineren van het werk van de presidiums van de beide kamers van de Opperste Sovjet (Sovjet van de Unie en Sovjet van de Nationaliteiten
- Er op toezien dat men zich aan de grondwet van de Sovjet-Unie houdt en er op toezien dat (grond)wetten van de unierepublieken niet in strijd zijn met de grondwet van de Sovjet-Unie
- Uitleggen/verklaren van wetten
- Ratificeren of afwijzen van internationale verdragen
- Instellen van militaire of diplomatieke rangen en andere speciale rangen en titels; het verlenen van hoge (militaire en diplomatieke) onderscheidingen
- Instellen van orden en medailles van de Sovjet-Unie, en andere onderscheidingen, beloningsmedailles en beloningsonderscheidingen; en het uitreiken van orden, medailles onderscheidingen etc.
- Toekennen van het staatsburgerschap van de Sovjet-Unie en het uitsluiten van personen, bijvoorbeeld wanneer men afstand heeft gedaan van het staatsburgerschap, wanneer het staatsburgerschap is ontnomen; het aanbieden van asiel
- Verstrekken van amnestie op Unie-niveau
- Het benoemen en ontslaan van diplomatieke vertegenwoordigers van de USSR in landen en bij internationale organisaties
- Het aannemen van geloofsbrieven van buitenlandse diplomatieke vertegenwoordigers; het uitzetten van buitenlandse diplomatieke vertegenwoordigers
- Vormen van de Defensieraad, het benoemen en vaststellen van haar leden; benoemen en ontslaan van het opperbevel van de strijdkrachten van de USSR
- Afkondigen van de noodtoestand in bepaalde delen van de USSR of in het gehele land om hiermee het algemeen belang van de unie te dienen
- Afkondigen van de gedeeltelijke of gehele mobilisatie
- Tussen de sessies van de Opperste Sovjet in: het verklaren van de oorlog wanneer de USSR wordt aangevallen of wanneer dit moest gebeuren in het kader van het naleven van internationale defensieverdragen
- Het uitoefenen van andere macht waarmee het Presidium volgens de grondwet van de USSR is bekleed[2]
- Wijzigen van de wetgeving en bestaande wetten van de USSR wanneer dit noodzakelijk wordt geacht
- Goedkeuring geven aan grensverandering(en) tussen unierepublieken
- Vormen en ontbinden van ministeries en staatscomités op advies van de Raad van Ministers van de USSR
- Ontheffen van individuele leden van de Raad van Ministers van de USSR; benoemen van personen, voorgedragen door de Raad van Ministers, in dit staatsorgaan[3]
- Het officieel uitvaardigen van wetten en decreten[4]

Wanneer noodzakelijk kon het Presidium ook onderzoeks- en controlecommissies benoemen. Volgens de grondwet van de USSR was een van de opdrachten van het Presidium het vormen van "volkscontrolecomités" die als opdracht hadden het controleren "van alle staatsorganen," hetgeen dus niet betekende dat het Presidium het werkelijke machtsorganen van de USSR, het Politbureau en het Centraal Comité van de CPSU kon controleren.
Na het aflopen van de termijn van de Opperste Sovjet behield het Presidium van de Opperste Sovjet haar functies totdat er een nieuw Presidium was gekozen.

## Unierepublieken
Alle unierepublieken, zowel de socialistische sovjetrepublieken als de autonome socialistische sovjetrepublieken hadden opperste sovjets en presidiums van deze opperste sovjets. Hun macht werd vastgelegd in de grondwetten van de afzonderlijke republieken. De functies van de Presidiums van de unierepublieken week niet veel af van die het Presidium van de Opperste Sovjet van de USSR, zij het natuurlijk dat hun macht reikte tot die van de grenzen van de unierepubliek.

## Verwijzingen
1. ↑  Grondwet van de USSR (1977), hoofdstuk 15, artikel 120
2. ↑  Grondwet van de USSR (1977), hoofdstuk 15, artikel 121
3. ↑  Grondwet van de USSR (1977), hoofdstuk 15, artikel 122
4. ↑  Grondwet van de USSR (1977), hoofdstuk 15, artikel 123
5. ↑  Grondwet van de USSR (1977), hoofdstuk 15, artikel 125
6. ↑  Grondwet van de USSR (1977), hoofdstuk 15, artikel 126
7. ↑  Grondwet van de USSR (1977), hoofdstuk 15, artikel 124